# Daljunkern
Daljunkern (data ur. nieznana, zm. 1528) – szwedzki przywódca ruchów ludowych w prowincjach Dalarna i Värmland 1527-1528.
Jego prawdziwe imię i nazwisko pozostaje nieznane; "Daljunkern" to przezwisko. Podawał się za Nilsa Sture, syna Stena Sture młodszego. Został pokonany przez wojska królewskie, schwytany i następnie stracony.